# Fabian Schmitz-Herscheidt
Fabian Schmitz-Herscheidt (* 7. Mai 1977 in Düsseldorf) ist ein deutscher Jurist. Er ist seit Juli 2023 Richter am Bundesfinanzhof.

## Leben und Wirken
Schmitz-Herscheidt studierte an der Universität Münster Rechtswissenschaften und absolvierte ein einjähriges LL.M.-Studium in Edinburgh. Nach Abschluss seiner juristischen Ausbildung war er zunächst seit 2005 als Rechtsanwalt in einer überregional ausgerichteten Wirtschaftsprüfungs- und Steuerberatungsgesellschaft in Münster tätig. 2009 wechselte er an das Finanzgericht Münster. Während seiner richterlichen Tätigkeit war Schmitz-Herscheidt ab Oktober 2020 mehrere Monate an das Ministerium für Arbeit, Gesundheit und Soziales des Landes Nordrhein-Westfalen abgeordnet. Schmitz-Herscheidt ist promoviert.
Mit der Ernennung zum Richter am Bundesfinanzhof ab dem 1. Juli 2023 wies das Präsidium Schmitz-Herscheidt dem VII. Senat zu, der neben dem Zoll- und Marktordnungsrecht in größerem Umfang mit dem Haftungs- und Vollstreckungsrecht sowie dem allgemeinen Recht der Abgabenordnung und dem Steuerberatungsrecht befasst ist.